# Serie 200 (subte de Buenos Aires)
La Serie 200 es un conjunto de trenes fabricados por la China CNR Corporation y CITIC Construction para ser utilizados en las líneas A y C del Subterráneo de Buenos Aires en Argentina.

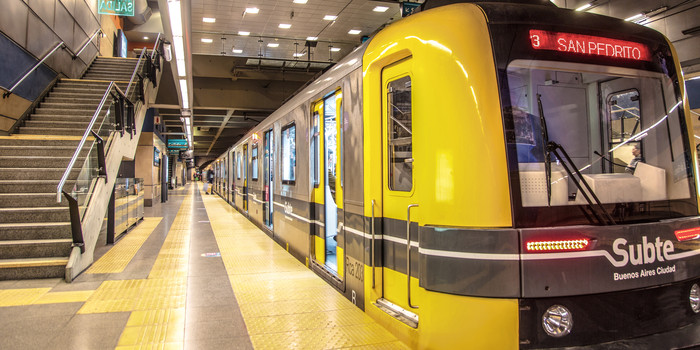
Una formación de la serie 200 en la estación San José de Flores.

Los coches fueron hechos para reemplazar los coches La Brugeoise de 100 años que operaron en la línea hasta 2013. El Subterráneo de Buenos Aires ordenó 150 de estas unidades.

## Visión general

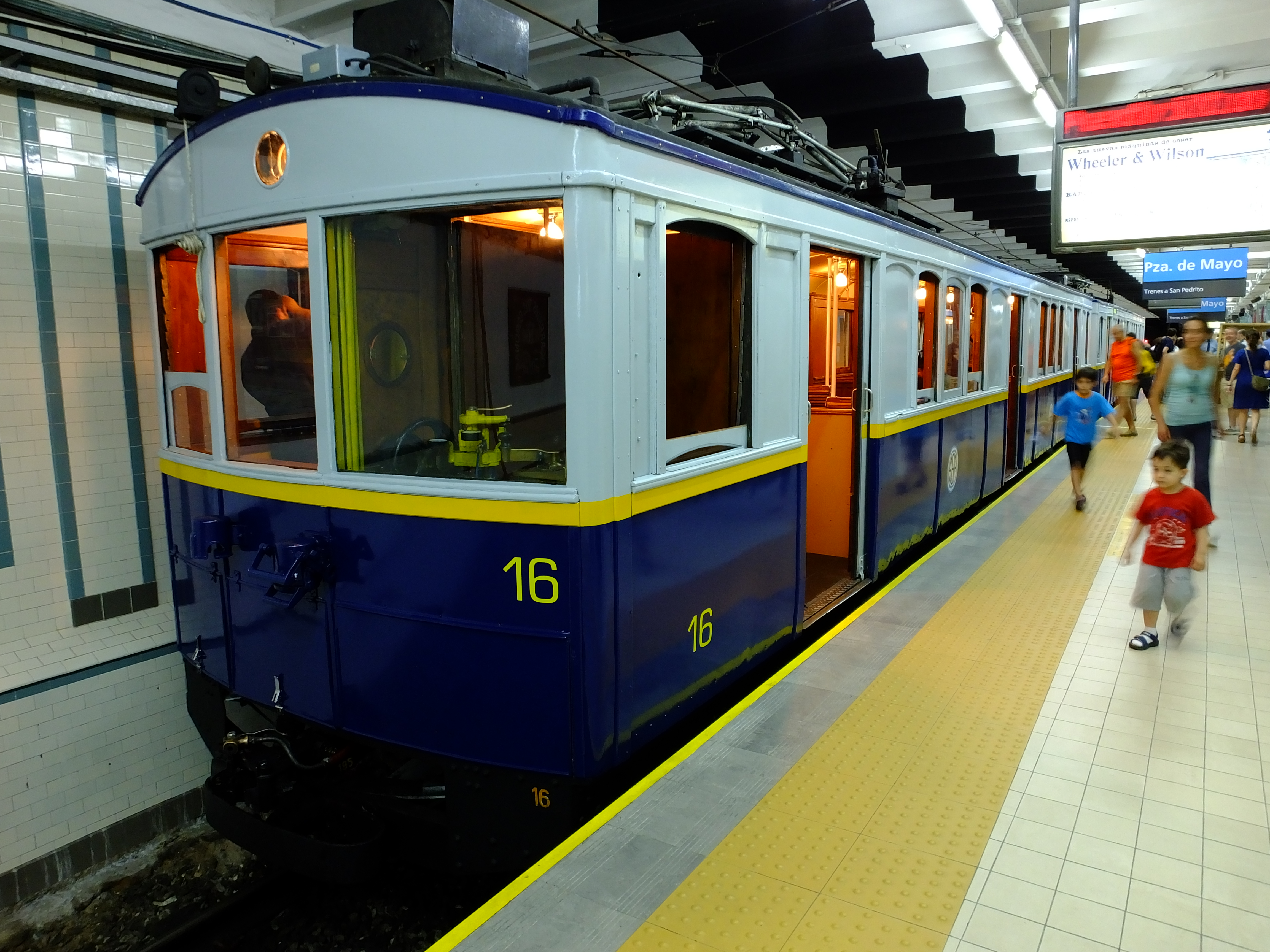
Los Coches La Brugeoise fueron reemplazados por los CITIC-CNR en 2013.

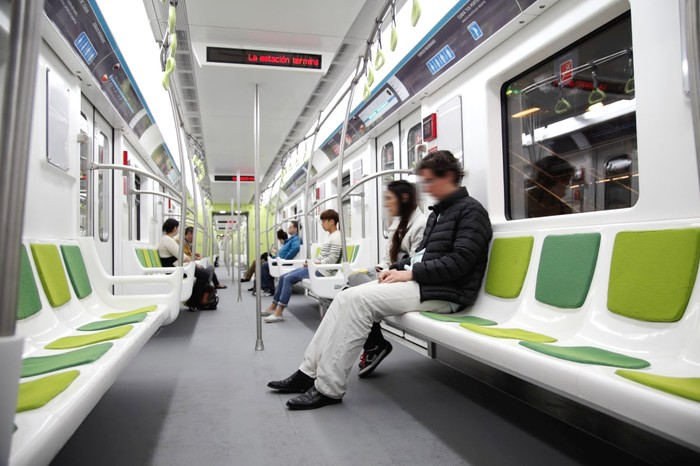
Interior de uno de los trenes

Desde la apertura de la línea A en 1913 se usaron los mismos trenes La Brugeoise et Nicaise et Delcuve (junto con un pequeño número de Cocher UEC Preston en un momento). Durante los años, se hicieron numerosos intentos para reemplazar estos trenes, aunque mostró dificultad por causa de las curvas cerradas y el uso de 1100 voltios en lugar de los 1500 que se usaban en el resto de la red.
Uno de esos intentos fueron los coches Alstom Metrópolis series 100 comprados al comienzo del siglo XXI. Sin embargo, estos terminaron sirviendo a la línea D, por el motivo antes mencionado de los 1100v que usaba la línea A. Antes, en los 80, se había hecho un intento de crear un único modelo estandarizado para toda la línea de subterráneos, con los coches Fiat-Materfer producidos en Argentina, que habían sido diseñados para cambiar fácilmente de 1500 voltios a 1100 con la línea A en mente. Estos coches no llegaron a la línea A en el momento de su producción, aunque circularon entre 2013 y 2018 ante la falta de material rodante.
En 2008, 45 coches (9 formaciones) de los CITIC-CNR (hechos a medida para la línea A) fueron ordenados por el gobierno nacional para la red a un costo de 3 millones de dólares por tren. Sin embargo, esto no alcanzaba para reemplazar a los 120 coches La Brugeoise que operaban en la línea en ese momento, que ya eran escasos. Además, las estaciones San José de Flores y San Pedrito serían inauguradas en 2013, la misma fecha en la que llegarían estos trenes CITIC-CNR, y la misma fecha en la que se retirarían los coches La Brugeoise.
Los trenes llegaron en 2013 y la línea fue temporalmente cerrada al comienzo del año, para convertir el voltaje a 1500 voltios para integrar los nuevos trenes, además de incluir un nuevo sistema de ventilación para extraer el aire caliente que generarían los aires acondicionados de los nuevos trenes. La línea A volvió a abrir en marzo de 2013 con los nuevos 45 coches en funcionamiento. Se los halagó por el poco ruido que hacían (la línea más silenciosa de todas las 6) y por poseer aire acondicionado, anuncios de las estaciones por voz, y buena luz; cosas que los antiguos coches La Brugeoise no poseían.

## Escasez y nueva orden
En 2013, la línea A tenía 3 kilómetros más, con 4 estaciones más de las que había cuando los coches La Brugeoise estaban en funcionamiento. Esto causó una escasez de trenes, por lo que se trajeron algunos coches Fiat-Materfer de la línea D, más una formación Siemens O&K reformada por EMEPA
En 2014, la Ciudad de Buenos Aires compró otros 105 coches (21 formaciones) de la serie 200 a un costo mucho menor, de 1,53 millones de dólares por tren, dado que el I&D ya había sido hecho. Esto llevaría a la línea A a tener un total de 150 coches, 30 más que cuando los coches La Brugeoise operaban. Los primeros trenes de la segunda orden comenzaron a llegar al puerto de Buenos Aires a principios de 2015, y el resto llegaría a fines del 2016 o comienzos del 2017, gradualmente reemplazando los coches Siemens y Fiat-Materfer, llevando a la línea A a estandarizarse con trenes chinos.
No obstante, la escasez experimentada causó un serio declive en el número de pasajeros debido a la reducción de la frecuencia, aunque con la introducción de los coches de refuerzo, recuperó su demanda.
Debido a la limitación en la intensidad de la corriente otorgada al tendido eléctrico, circula un número limitado de formaciones (21), por ello, las 9 formaciones adquiridas en 2013 pasaron a la línea C, en la cual reemplazaron a los coches Hitachi-Nippon Sharyo series 250/300/1200/5000   originales del Metro Municipal de Nagoya, Japón, mientras que los Materfer fueron confinados a la línea E para reforzar flota debido a la extensión de dicha línea hasta Retiro

## Características
- Ancho de vía Ruedas de seguridad: 1,435 mm
- Voltaje usado por el tren: 1500 VCC
- Fabricantes: CNR
- Procedencia:  China
- Interiores: Asientos color verde (distintas tonalidaes) y acabados interiores en blanco
- Pintura de la carrocería: Acero inoxidable, con franjas grises con la palabra Subte. En el frente, amarillo y gris. Puertas amarillas
- Formaciones posibles: 5 Coches: Rca-Mpa-Mpb-M-Rcb
- Puertas: 4 por lado
- Capacidad: 1148 pasajeros
- Longitud: Rc 17,50 m y M 17 m
- Cantidad: 150 coches (105 circulando en la Línea A, y 45 en la Línea C)

## Galería

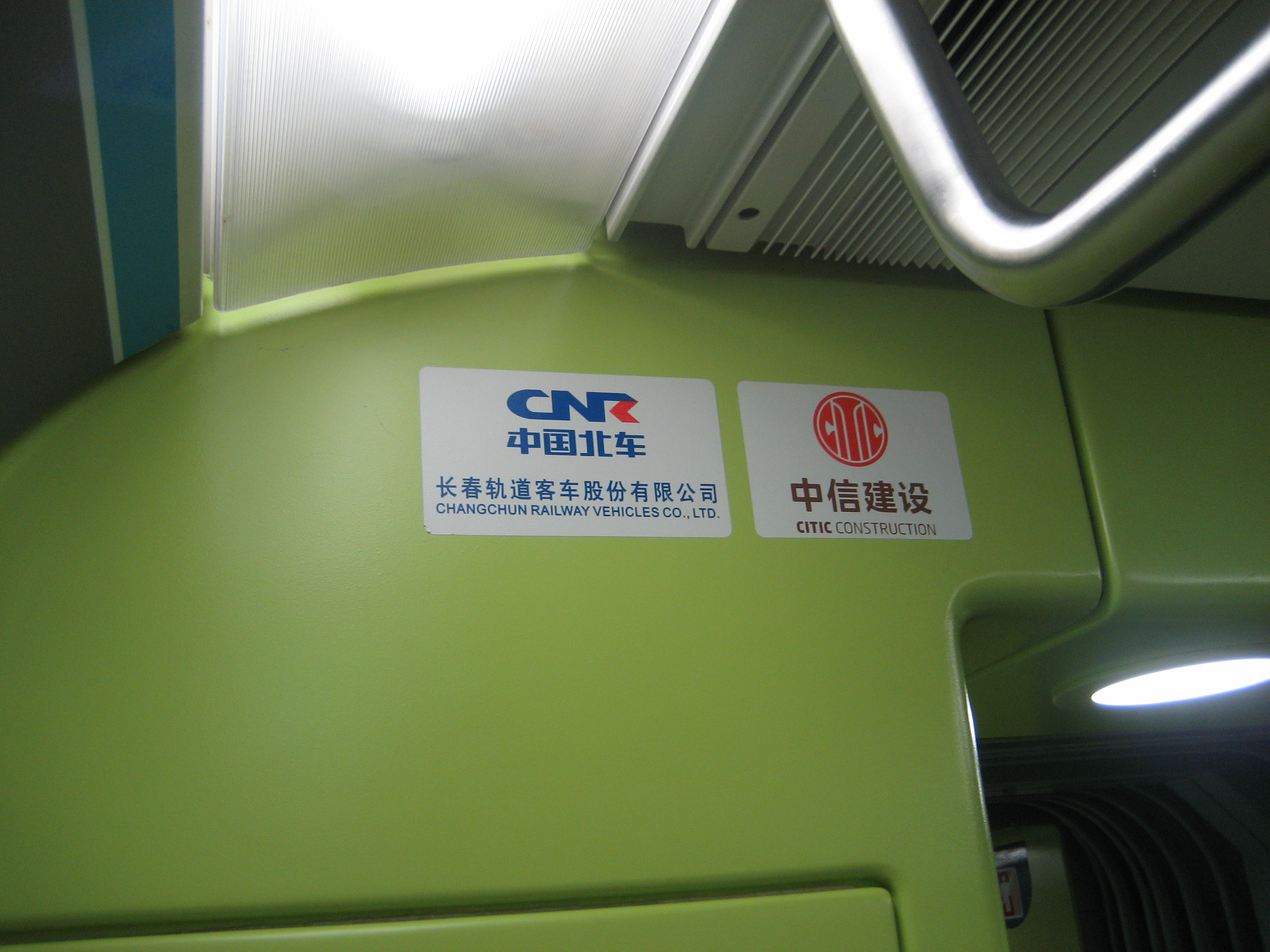
Logotipos de los fabricantes en uno de los trenes
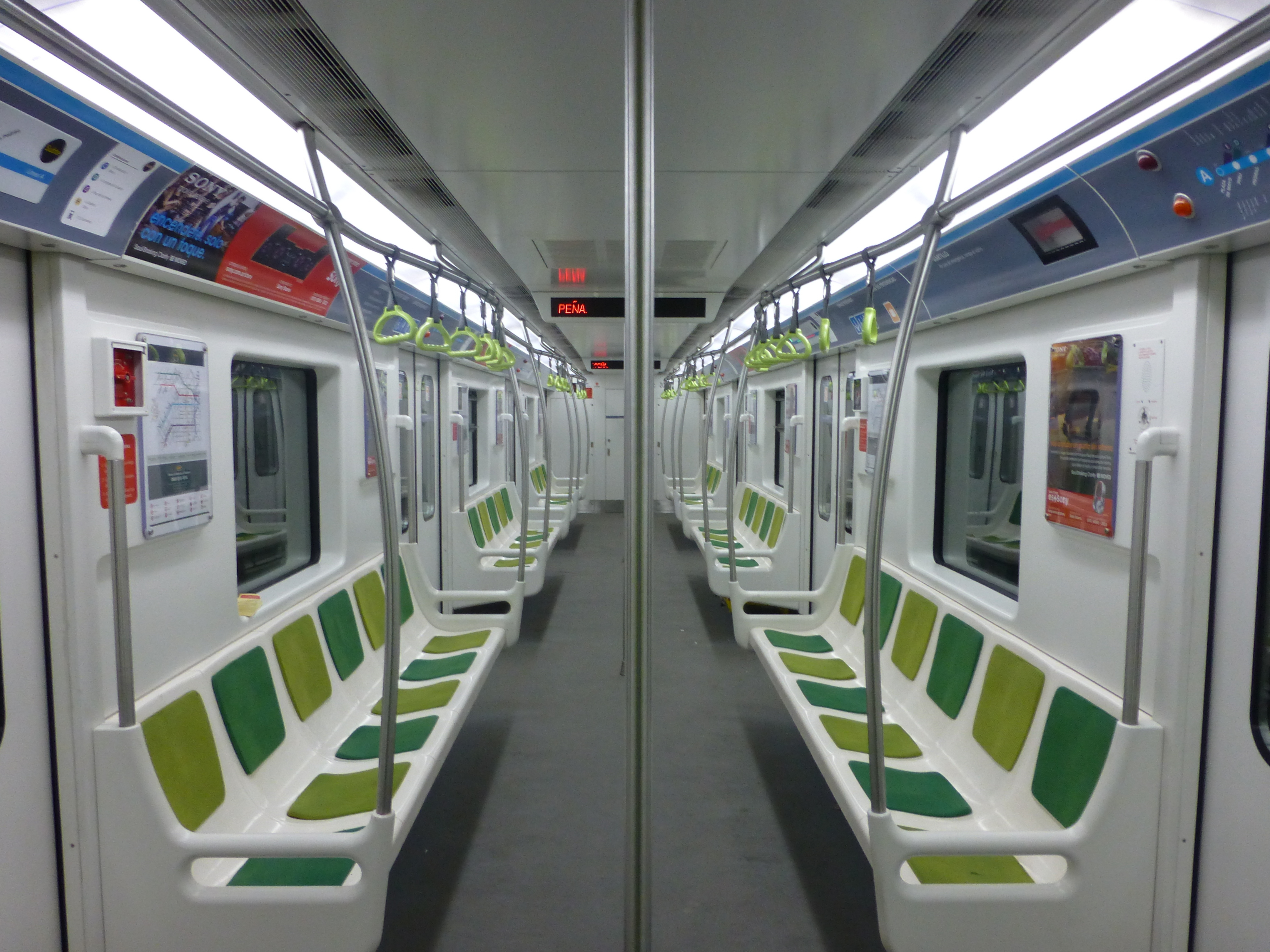
Interior de uno de los coches
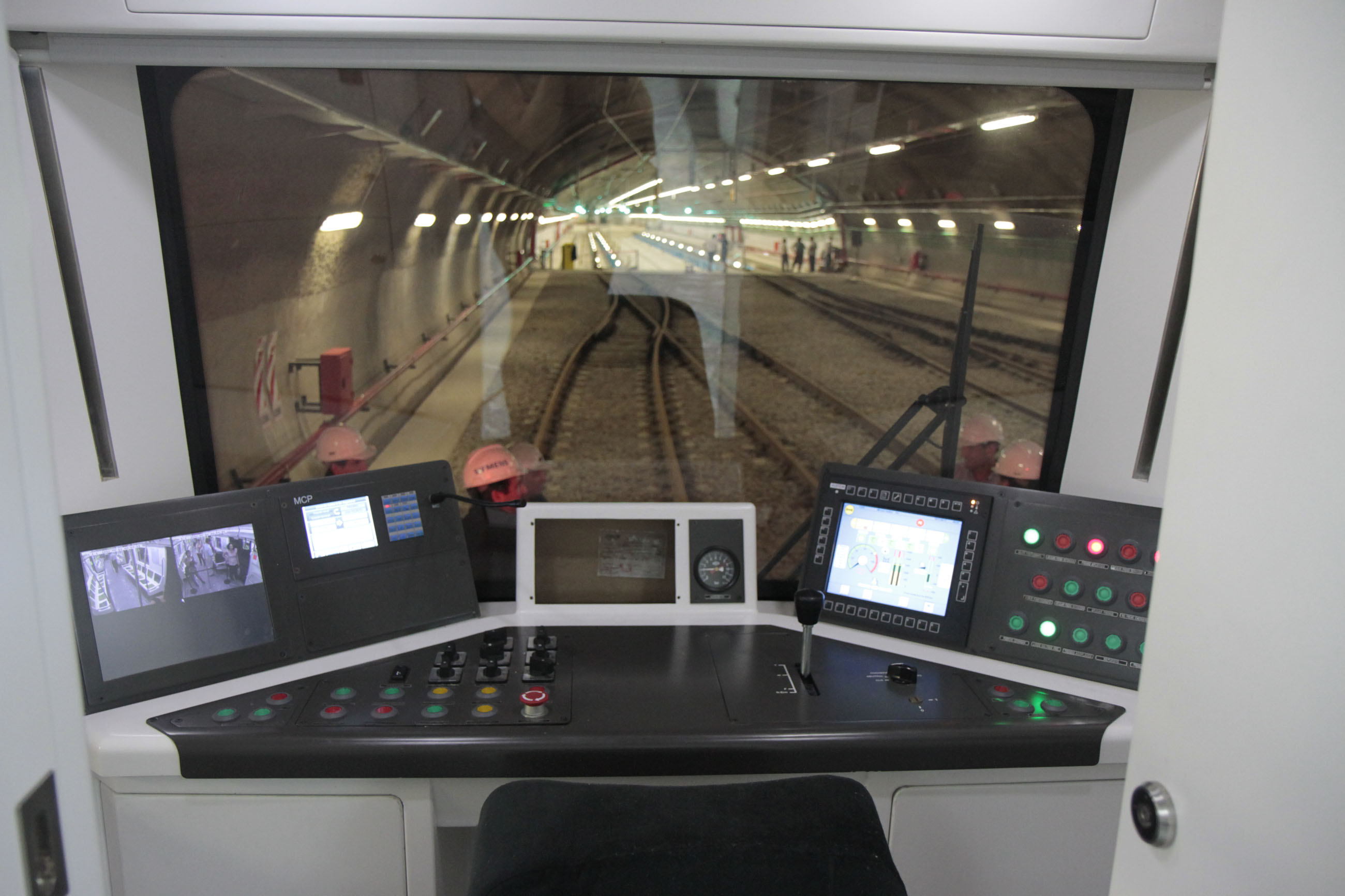
La cabina del conductor
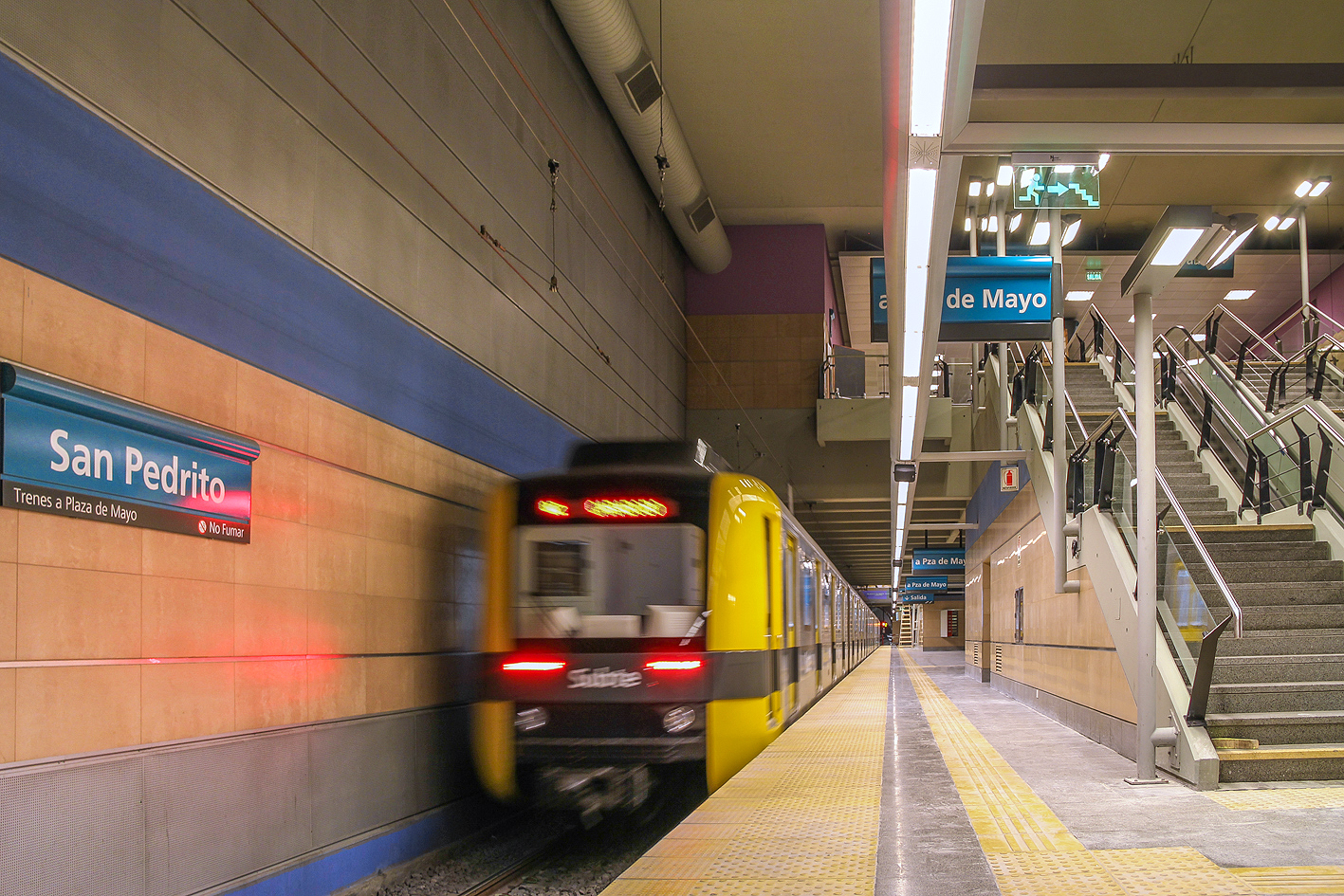
Tren dejando la estación San Pedrito
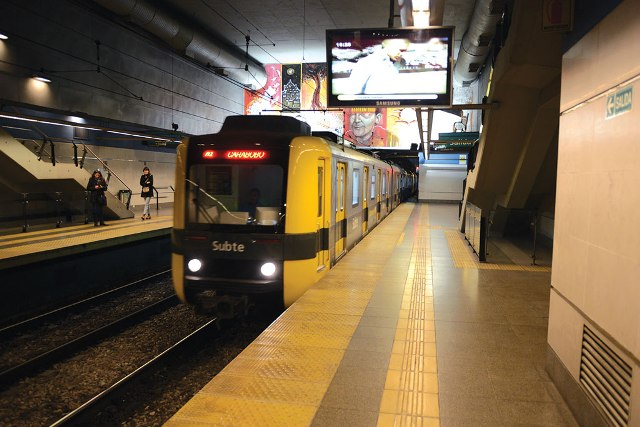
Tren en la estación Puán